# Moschea di Kurtuluş
La Moschea di Kurtuluş (in turco Kurtuluş Camii, "Moschea della Liberazione"), già Chiesa della Santa Madre (in turco Meryem Ana Katedrali, in armeno Սուրբ Աստվածածին?, Surp Asdvadzadzin), è una delle più grandi moschee della città meridionale turca di Gaziantep ed è stata costruita nel 1892 come chiesa apostolica armena. Nel 1915, quasi tutti gli armeni di Gaziantep furono deportati nel deserto siriano durante il genocidio armeno.. Situato nel quartiere di Tepebaşı, l'edificio è servito come prigione a partire dagli anni '20 e vi rimase fino agli anni '70 finché non fu convertito in moschea nel 1986.

## Descrizione
Con elementi gotici, la chiesa fu costruita dallo scalpellino Sarkis Tashjian (Taşçıyan) su progetto dell'architetto di corte armeno del sultano turco, Sarkis Balyan. La chiesa fu costruita nello stile di una chiesa gotica. La chiesa faceva parte di un complesso che conteneva anche una scuola e gli edifici amministrativi delle diocesi della kaza di Antep.

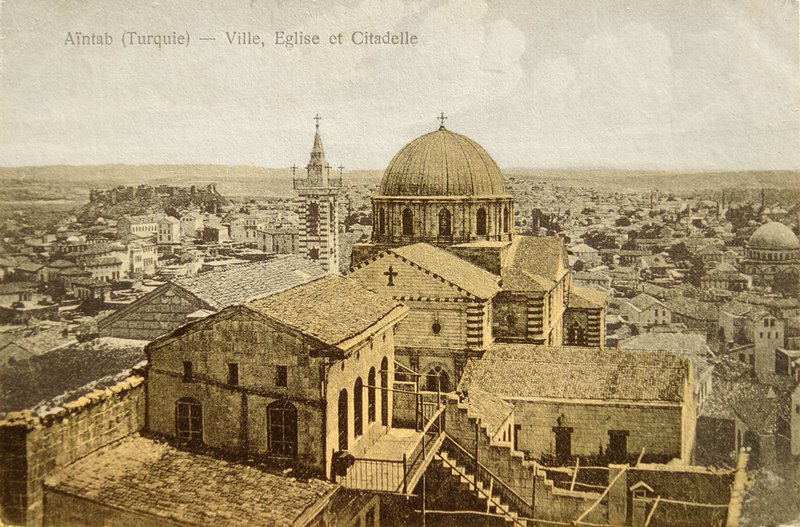
Fotografia degli anni '20

Gli angoli e i bordi della chiesa armena, costruita in stile neoclassico, sono realizzati con pietre bianche e nere della regione. Si tratta di un edificio quadrangolare, la cui aula principale è coperta da una cupola poligonale. L'interno della chiesa è cruciforme e si è conservato in gran parte. Le croci all'interno sono state coperte dopo la conversione in moschea, mentre le croci all'esterno sono state demolite. La chiesa ha cinque porte, di cui due sul lato nord, due sul lato sud e una sul lato ovest. La campana della chiesa, che pesa tre tonnellate, è stata appositamente fusa in Sud America da Hrant Köşkeryan, un armeno che vive in Brasile, e si trova ora nel Museo di Gaziantep. Solo una sottostruttura dei campanili della chiesa è sopravvissuta fino ad oggi; la parte superiore è stata trasformata in un minareto. Il minareto è a punta e ha un solo scheref (balcone).